# Civitates orbis terrarum

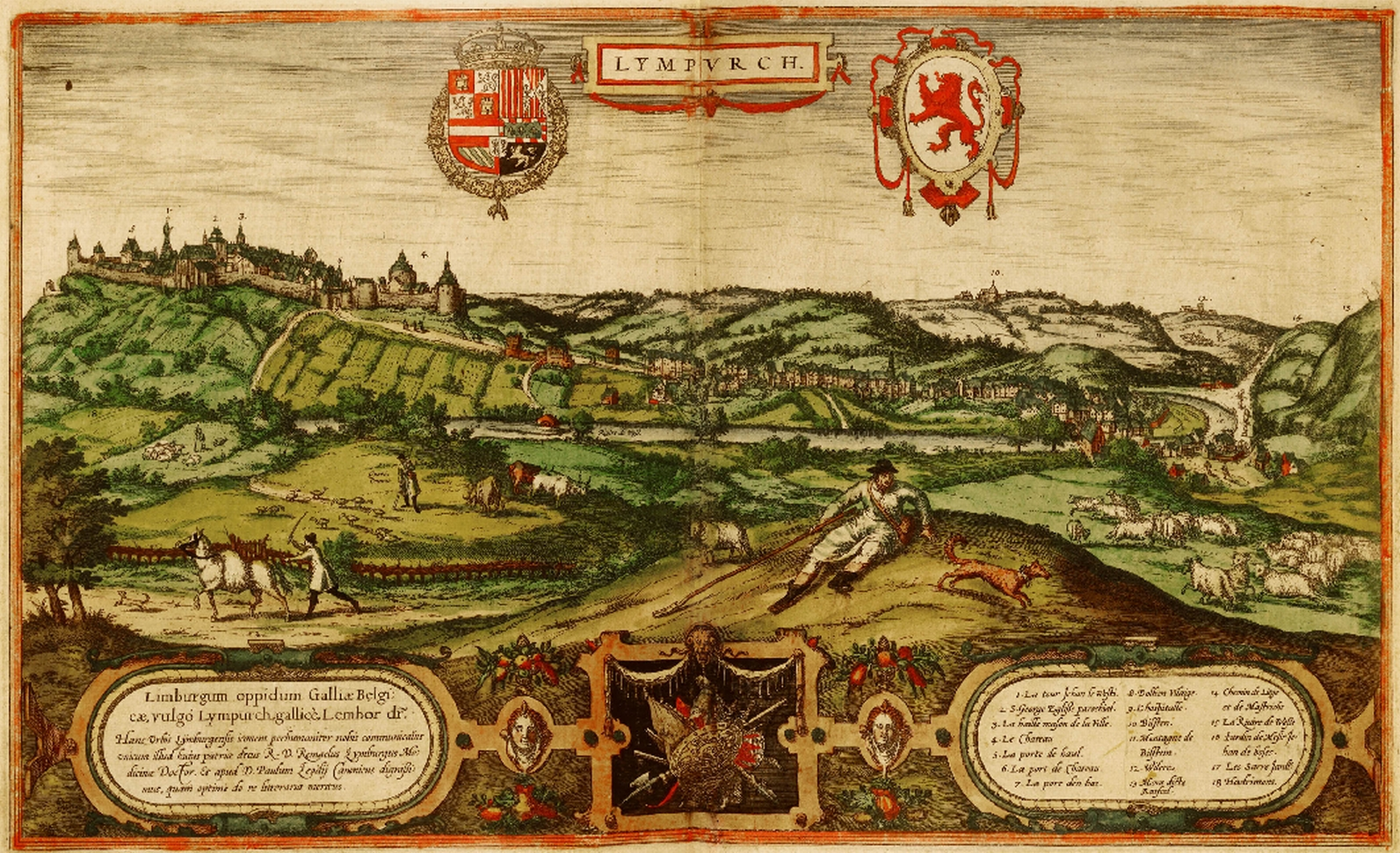
"Civitates orbis terrarum": Limburgo

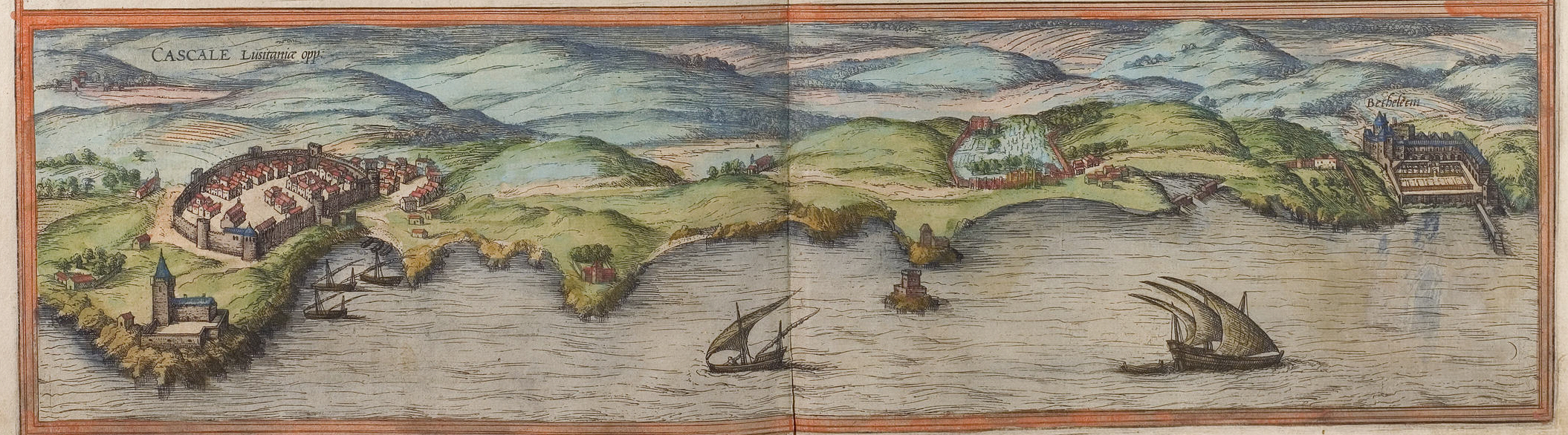
"Civitates orbis terrarum": Cascais

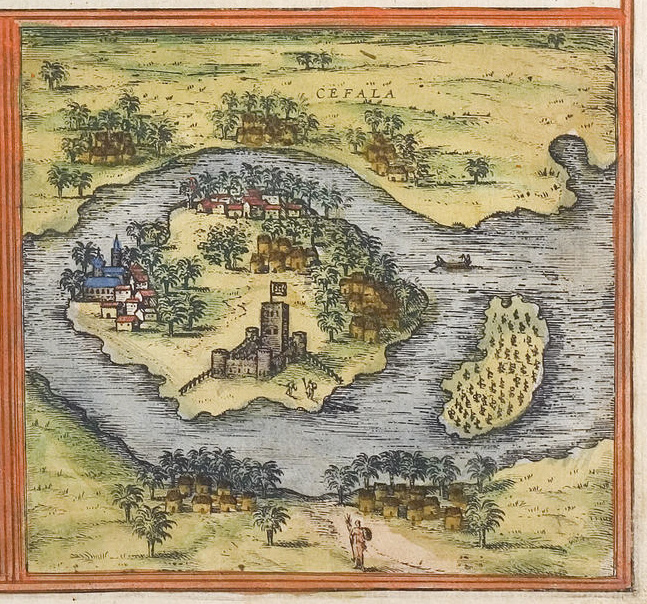
"Civitates orbis terrarum": Sofala

O Civitates orbis terrarum é uma obra publicada entre 1572 e 1617.

## História
Foi fruto de um ambicioso projeto editorial, concebida como um complemento ao atlas de Abraham Ortelius, Theatrum Orbis Terrarum (1570), e que se converteu na mais completa coleção de vistas panorâmicas, planos e comentários textuais de cidades publicada durante a Idade Moderna. 
Um vasto grupo de informantes, desenhadores e colaboradores constituiu uma equipe liderada por Georg Braun (1541-1622), cónego da catedral de Colónia, principal impulsionador e coordenador geral da obra. Os desenhos originais foram realizados por diversos autores: Frans Hogenberg (1535-1590) criou os quadros para os volumes I a IV, e Simon van den Neuwel para os volumes V e VI. Outros contribuintes foram Georg Hoefnagel, artista flamengo que percorreu numerosos paises para compôr as suas vistas, o cartógrafo Daniel Freese e Heinrich Rantzau. Foram também usados alguns trabalhos de Jacob van Deventer, Sebastian Münster e Johannes Stumpf.
O gravador Franz Hogenberg foi o encarregado de realizar a maior parte das pranchas para a impressão. Os textos latinos que acompanham as imagens, em boa parte redigidos pelo próprio Braun, são de natureza descritiva e aludem à história, à geografia e aos aspectos sociais e económicos de cada cidade. A obra foi publicada em seis volumes, que vieram a público em anos sucessivos - 1572, 1575, 1581, 1588, 1598 e 1617 -, sendo reimpressa e reeditada em numerosas ocasiões, em diversos países.
Entre as 546 ilustrações de cidades de todo o mundo à época, encontram-se representadas sobretudo as cidades Europeias. Contudo, no I volume são incluídas as cidades de Casablanca e da Cidade do México.
Para Portugal a obra reveste-se de particular valor, uma vez que apresenta, além de Lisboa, Braga, Coimbra e Cascais no continente, diversas possessões ultramarinas como por exemplo Arzila, Azamor, Ceuta, Diu, Goa, Mombaça, Safim, Salé, Sofala e Tânger, representando não apenas essas praças com as suas principais estruturas, mas também o seu entorno, as paisagens onde se encontravam inscritas, permitindo identificar as principais características da topografia e dos recortes das costas marinhas.